# Corinna
Corinna es un género de arañas corínidas descritas por primera vez por Carl Ludwig Koch en 1841. Se encuentran en México y al sur de Brasil, y con especies seleccionadas que se encuentran en África.

## Lista de especies
Según The World Spider Catalog 12.0:
- Corinna aberrans Franganillo, 1926
- Corinna aenea Simon, 1896
- Corinna alticeps (Keyserling, 1891)
- Corinna andina (Simon, 1898)
- Corinna annulipes (Taczanowski, 1874)
- Corinna anomala Schmidt, 1971
- Corinna areolata Thorell, 1899
- Corinna bicincta Simon, 1896
- Corinna bonneti Caporiacco, 1947
- Corinna botucatensis (Keyserling, 1891)
- Corinna bristoweana Mello-Leitão, 1926
- Corinna brunneipeltula Strand, 1911
- Corinna buccosa Simon, 1896
- Corinna bulbosa F. O. Pickard-Cambridge, 1899
- Corinna bulbula F. O. Pickard-Cambridge, 1899
- Corinna capito (Lucas, 1856)
- Corinna chickeringi (Caporiacco, 1955)
- Corinna colombo Bonaldo, 2000
- Corinna corvina Simon, 1896
- Corinna cribrata (Simon, 1886)
- Corinna cruenta (Bertkau, 1880)
- Corinna ducke Bonaldo, 2000
- Corinna eresiformis Simon, 1896
- Corinna ferox Simon, 1896
- Corinna galeata Simon, 1896
- Corinna granadensis (L. Koch, 1866)
- Corinna grandis (Simon, 1898)
- Corinna haemorrhoa (Bertkau, 1880)
- Corinna ignota Mello-Leitão, 1922
- Corinna inermis (Bertkau, 1880)
- Corinna javuyae Petrunkevitch, 1930
- Corinna kochi (Simon, 1898)
- Corinna longitarsis Strand, 1906
- Corinna loricata (Bertkau, 1880)
- Corinna macra (L. Koch, 1866)
- Corinna major Berland, 1922
- Corinna mandibulata Strand, 1906
- Corinna mexicana (Banks, 1898)
- Corinna modesta Banks, 1909
- Corinna mourai Bonaldo, 2000
- Corinna napaea Simon, 1897
- Corinna natalis Pocock, 1898
- Corinna nitens (Keyserling, 1891)
- Corinna nossibeensis Strand, 1907
- Corinna octodentata Franganillo, 1946
- Corinna olivacea Strand, 1906
- Corinna parva (Keyserling, 1891)
- Corinna parvula Bryant, 1940
- Corinna peninsulana Banks, 1898
- Corinna perida Chickering, 1972
- Corinna phalerata Simon, 1896
- Corinna pictipes Banks, 1909
- Corinna plumipes (Bertkau, 1880)
- Corinna propera (Dyal, 1935)
- Corinna punicea Simon, 1897
- Corinna recurva Bonaldo, 2000
- Corinna rubripes C. L. Koch, 1841
- Corinna sanguinea Strand, 1906
- Corinna selysi (Bertkau, 1880)
- Corinna spinifera (Keyserling, 1887)
- Corinna tatei Gertsch, 1942
- Corinna testacea (Banks, 1898)
- Corinna toussainti Bryant, 1948
- Corinna travassosi Mello-Leitão, 1939
- Corinna urbanae Soares & Camargo, 1948
- Corinna variegata F. O. Pickard-Cambridge, 1899
- Corinna venezuelica (Caporiacco, 1955)
- †Corinna flagelliformis Wunderlich, 1988